# Джезіко
Джезіко (італ. Gesico, сард. Gèsigu) — муніципалітет в Італії, у регіоні Сардинія,  провінція Кальярі.
Джезіко розташоване на відстані близько 390 км на південний захід від Рима, 45 км на північ від Кальярі.
Населення — 739 осіб (2023).

## Демографія
Населення за роками:

Станом на 1 січня 2023 року в муніципалітеті офіційно проживало 13 іноземців з 6 країн, серед них 6 громадян країн Євросоюзу та 3 громадяни України.

## Сусідні муніципалітети
- Есколька
- Гуамаджоре
- Гуазіла
- Мандас
- Селегас
- Суеллі
- Віллановафранка